# Ryparosa baccaureoides
Ryparosa baccaureoides är en tvåhjärtbladig växtart som beskrevs av Herman Otto Sleumer. Ryparosa baccaureoides ingår i släktet Ryparosa och familjen Achariaceae. Inga underarter finns listade i Catalogue of Life.